# Vlajka Michiganu

Michiganská vlajka
Poměr stran: 2:3

Vlajka Michiganu, jednoho z federálních států USA, je tvořena tmavě modrým listem o poměru stran 2:3, v jehož středu jsou umístěny všechny prvky, které obsahuje vnitřní kruh velké pečetě tohoto státu.
Jedná se o modrý štít, s nápisem TUEBOR („Budu obhajovat“), zobrazující muže se zbraní v ruce, stojícího na zeleném břehu jezera při východu slunce, který drží dva štítonoši: Wapiti a Los. Nad štítem je heraldicky vpravo hledící symbol Spojených států amerických – Orel bělohlavý, který v pařátech drží svazek šípů a olivovou ratolest. Nad ním je červená stuha s bíle napsaným heslem v latině: E PLURIBUS UNUM (česky Z mnohých jeden). Pod štítem je naopak bílá stuha opět s latinským heslem: SI QUAERIS PENINSULAM AMOENAM CIRCUMSPICE (česky Pokud hledáte příjemný poloostrov, dívejte se kolem sebe).

## Historie
Vlajka byla přijata v roce 1911 a jedná se o třetí vlajku Michiganu.

## Slib věrnosti
Současný slib věrnosti vlajce Michiganu, jehož autorem je Harold G. Coburn, byl přijat zákonem v roce 1972.
| „ | I pledge allegiance to the flag of Michigan, and to the state for which it stands, two beautiful peninsulas united by a bridge of steel, where equal opportunity and justice to all is our ideal. | “ |

| „ | Slibuji věrnost vlajce Michiganu a státu, který představuje, dvěma krásným poloostrovům spojeným ocelovým mostem, kde je rovnost příležitostí a práv pro všechny je náš vzor. | “ |

Ocelovým mostem ve slibu věrnosti vlajce je míněn Mackinac Bridge.

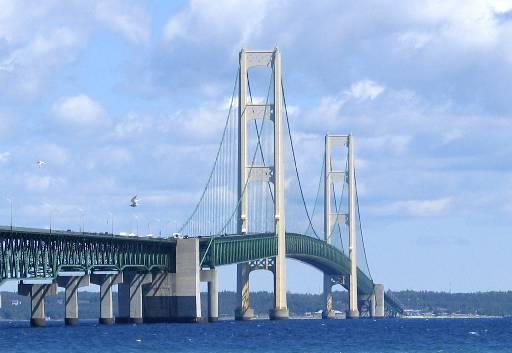
Mackinac Bridge

## Vlajka michiganského guvernéra

Vlajka michiganského guvernéra Poměr stran: ?